# Gräfensteinberg

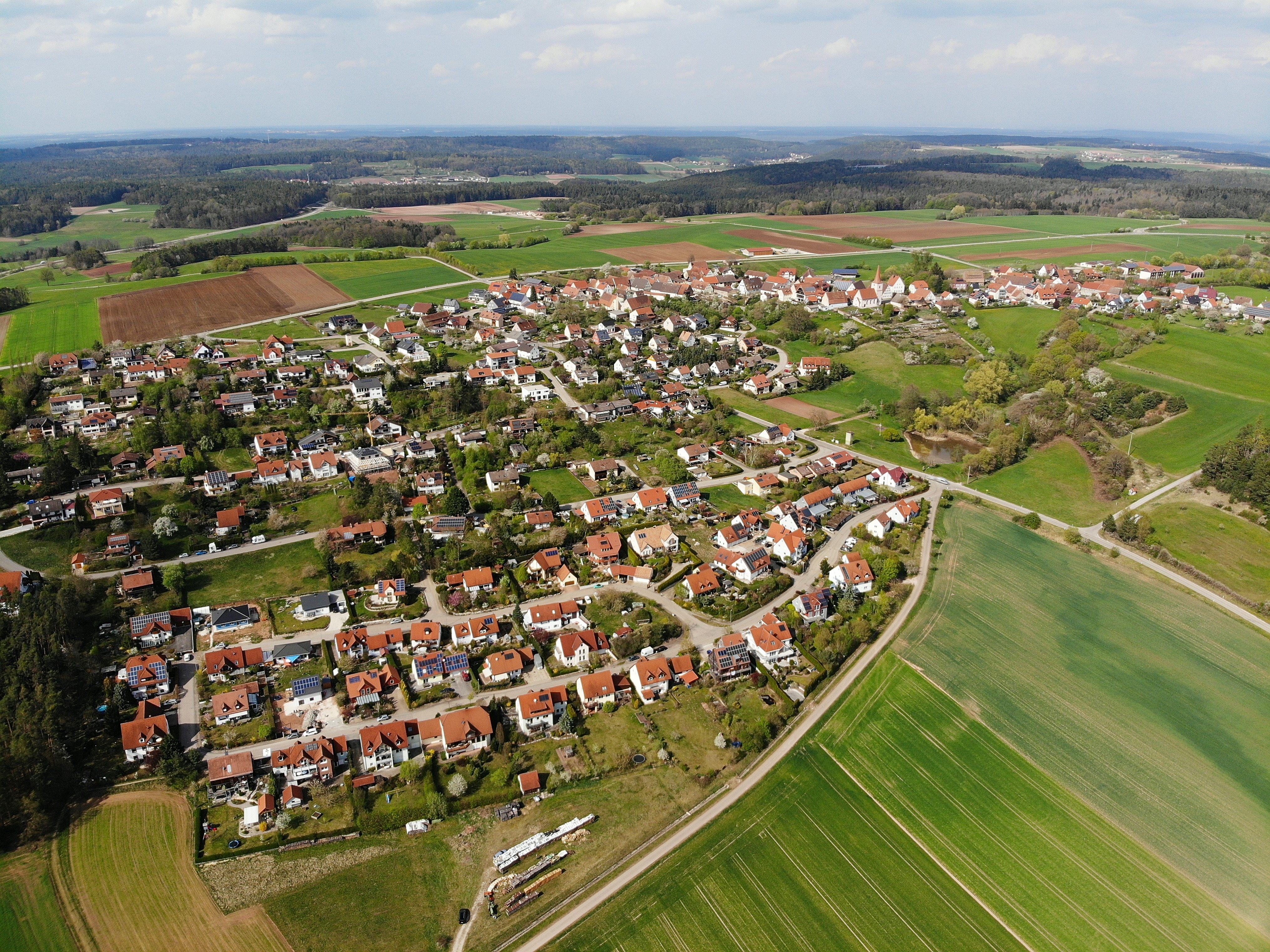
Gräfensteinberg Luftaufnahme (2020)

Gräfensteinberg ist ein Gemeindeteil der Gemeinde Haundorf im Landkreis Weißenburg-Gunzenhausen (Mittelfranken, Bayern). Die Gemarkung Gräfensteinberg hat eine Fläche von 21,740 km². Sie ist in 2176 Flurstücke aufgeteilt, die eine durchschnittliche Flurstücksfläche von 9990,67 m² haben. In ihr liegen neben dem namensgebenden Ort die Gemeindeteile Brand, Brombach, Geiselsberg, Geislohe und Röthenhof. Bis zur Gebietsreform in Bayern, die am 1. Juli 1972 in Kraft trat, war Gräfensteinberg eine selbständige Gemeinde. Im Fränkischen Seenland gelegen, ist der Ort seit 1997 mit seinen ehemaligen Gemeindeteilen ein staatlich anerkannter Erholungsort.

## Geografische Lage und Verkehr
Gräfensteinberg liegt auf einer Anhöhe in Westmittelfranken im Nordwesten des Landkreises Weißenburg-Gunzenhausen. Nachbarorte sind (im Uhrzeigersinn, beginnend mit Norden) Seitersdorf, Stixenhof, Igelsbach, Geiselsberg, Brombach, Geislohe, Brand und Eichenberg. Haundorf liegt etwa vier Kilometer Luftlinie weiter nordwestlich, Absberg etwa fünf Kilometer Luftlinie weiter östlich.
Der Igelsbachsee liegt einige Kilometer entfernt im Osten, der Kleine Brombachsee im Südosten, der Altmühlsee im Südwesten. Nördlich von Gräfensteinberg entspringt der Laubenzedeler Mühlbach, der westlich des Ortes den Branderweiher, Speckweiher, Eichenberger Weiher und Schnackenweiher mit Wasser speist. Ferner befinden sich in der näheren Umgebung noch der Koppenweiher und der Kästleinsweiher, beide ebenfalls im Westen. Südwestlich befindet sich die Quelle des Brombachs, eines Nebenflusses der Schwäbischen Rezat und Namensgeber des nahen Brombachsees. Nordöstlich befindet sich die Quelle des Schafweihergrabens, eines Nebenflusses des Igelsbachs. Nordöstlich entspringt der Erlbach, ein Nebenfluss der Fränkischen Rezat. Die Europäische Hauptwasserscheide verläuft mitten durch den Ort und trennt damit das Abflussgebiet der Altmühl und der Donau mit dem Abflussgebiet der Rezat und des Mains voneinander. Südlich befindet sich der große, nach dem Ort benannte Gräfensteinberger Wald, nördlich der zum Mönchswald gehörende Haundorfer Wald.
Nordöstlich führt die Kreisstraße WUG 21 zur Kreisstraße WUG 1. Diese wiederum verläuft direkt an der nördlichen Seite Gräfensteinbergs angrenzend und führt unweit östlich zur Bundesstraße 466. Mehrere Ortsstraßen verbinden den Ort mit den umliegenden Dörfern.

## Geschichte
Eine erste Kirche im Ort wurde im 11. Jahrhundert durch Bischof Gundekar II. geweiht. Ab 1146 leistete Gräfensteinberg dem Kloster Heilsbronn den Zehent ab. 1286 übergab Rudolph dem Eichstätter Bischof den Forst- und Wildbann über den nahen Gräfensteinberger Wald. 1375 verkauften Ulrich und Conrad von Muhr ihre Güter im Ort an den Eichstätter Bischof. 1378 übergab Heinrich von Buckersheim sein Lehen den Oettingern. 1480 hatte der Hochstift Eichstätt den Groß- und Kleinzehent im Ort. Bis 1565 gehörte Gräfensteinberg zur Pfarrei Laubenzedel. Die Reformation wurde 1592 eingeführt. Im Salbuch des Spalter Kollegiatstiftes von 1619 werden für Gräfensteinberg drei Güter aufgelistet, die alle 1598 vom Nürnberger Eigenherrn Hans Rieter eingetauscht wurden.
Aufgrund der Wirren des Dreißigjährigen Krieges wurde bis 1654 von Dornhausen aus die Pfarrei Gräfensteinberg versehen. 1598 tauschten die Rieter von Kornburg ihre Güter im Ort mit dem Eichstätter Bischof. Die Landesherrschaft übten die Markgrafen von Ansbach aus, die Kirchengewalt der Hochstift Eichstätt. Nach der Abdankung Karl Alexanders kam Gräfensteinberg 1791/1792 an Preußen. Mit der Rheinbundakte fiel der Ort 1806 durch Tausch an das Königreich Bayern. 1871/1873 lebten im Ort 371 Menschen, fünf Pferde und 244 Rinder. Am 1. Juli 1972 wurde die bis dahin selbständige Gemeinde Gräfensteinberg in die Gemeinde Haundorf eingegliedert.

### Einwohnerentwicklung
Gräfensteinberg ist der bevölkerungsreichste Gemeindeteil der Gemeinde Haundorf und hat auch mehr Einwohner als der Gemeinde-Hauptort Haundorf.

#### Gemeinde Gräfensteinberg (einschließlich aller damaligen Gemeindeteile)
- 1871: 731 Einwohner[12]
- 1885: 773 Einwohner[14]
- 1900: 702 Einwohner[15]
- 1910: 676 Einwohner[16]
- 1925: 683 Einwohner[17]
- 1933: 679 Einwohner
- 1939: 616 Einwohner[18]
- 1950: 797 Einwohner[19]
- 1961: 631 Einwohner[20]
- 1970: 664 Einwohner[20]

#### Ort Gräfensteinberg
- 1829: 280 Einwohner[7]
- 1846: 334 Einwohner mit 64 Häusern[21]
- 1871: 371 Einwohner mit 173 Gebäuden[12]
- 1885: 388 Einwohner mit 70 Gebäuden[14]
- 1900: 348 Einwohner mit 70 Wohngebäuden[15]
- 1925: 320 Einwohner mit 64 Wohngebäuden[17]
- 1950: 379 Einwohner mit 66 Wohngebäuden[19]
- 1961: 290 Einwohner mit 68 Wohngebäuden[22]
- 1970: 321 Einwohner[23]
- 1987: 403 Einwohner mit 125 Wohngebäuden[24]

## Bauwerke
Die Chorturmanlage der heute evangelischen Kirche St. Martin stammt aus dem Jahr 1449, wurde aber im Dreißigjährigen Krieg durch einen Brand schwer beschädigt und später in mehreren Abschnitten renoviert. Das Langhaus wurde in den Jahren 1653 und 1681 restauriert. Das Innere der Kirche ist im Stil der Neogotik gehalten; der Altar stammt aus dem Jahr 1897. Drei Epitaphen aus dem 16. und 17. Jahrhundert befinden sich außen an der Südseite der Kirche.
Der Wasserturm Gräfensteinberg wurde 1977 errichtet. Er ist über 30 Meter hoch und verfügt über zwei ringförmige Wasserkammern, die zusammen 900 Kubikmeter Wasser fassen, sowie eine Aussichtsplattform.
Östlich von Gräfensteinberg befindet sich ein Steinkreuz namens Wolfskreuz, das aus dem Mittelalter stammt. Im Ort befindet sich ein Ziehbrunnen aus dem Mittelalter, der 1949 erneuert wurde.
Für die Baudenkmäler Gräfensteinbergs siehe Liste der Baudenkmäler in Haundorf#Gräfensteinberg.

## Bodendenkmäler
Siehe: Liste der Bodendenkmäler in Haundorf

## Infrastruktur
In Gräfensteinberg sitzt die Schulleitung der Gemeinde Haundorf und des Schulverbands Absberg-Haundorf. Es gibt eine Bücherei, einen Kindergarten mit einer Gruppe und eine Mittelschule.

## Persönlichkeiten
- Die Familie des späteren bayerischen Ministerpräsidenten Wilhelm Hoegner (SPD) stammt aus Gräfensteinberg.
- Der Zeichner Johannes Mertens verbrachte seine Kindheit als Pfarrerssohn in Gräfensteinberg.